# Gunnar Fuß
Gunnar Fuß (* 12. April 1966 in Darmstadt) ist ein deutscher Kameramann, der vereinzelt auch als Filmregisseur gearbeitet hat.

## Leben
Gunnar Fuß studierte zunächst Medientechnik in Stuttgart. Ab 1990 war er als Beleuchter und Kameraassistent tätig. Von 1996 bis 1998 absolvierte er ein Projektstudium an der Filmakademie Baden-Württemberg. Seit dieser Zeit ist er als freischaffender Kameramann bei Film, Fernsehen und in der Werbung tätig und hat einige Projekte als Regisseur realisiert. Fuß, der in Berlin lebt, arbeitet auch als Porträtfotograf. Fuß war Mitglied im Berufsverband Kinematografie.

## Filmografie (Auswahl)
- 1998: Tisch No. 6
- 2000: Bella Block: Blinde Liebe
- 2003: Familienkreise
- 2004: Stauffenberg
- 2006: Nicht alle waren Mörder
- 2007: Meine böse Freundin
- 2007: Unter anderen Umständen: Bis dass der Tod euch scheidet
- 2008: Liesl Karlstadt und Karl Valentin (TV-Spielfilm)
- 2008: Tatort: Verdammt (Fernsehreihe)
- 2008: Unter anderen Umständen: Böse Mädchen
- 2008: Das Duo: Sterben statt erben (Fernsehserie)
- 2010: Der Mauerschütze
- 2010: Kommissarin Lucas – Wenn alles zerbricht (Fernsehserie)
- 2011: Marie Brand und die letzte Fahrt (Fernsehserie)
- 2011: Kehrtwende
- 2013: Weniger ist mehr
- 2013: Letzte Spur Berlin (Fernsehserie, 2 Folgen)
- 2014: Mord am Höllengrund
- 2015: Tatort: Borowski und die Kinder von Gaarden
- 2015: Der Pfarrer und das Mädchen
- 2015: Tatort: Schwanensee
- 2015: Freundinnen – Alle für eine
- 2015: Tatort: Benutzt
- 2016: Ein starkes Team: Knastelse
- 2016: Ein starkes Team: Tödliche Botschaft
- 2016: Tatort: Durchgedreht
- 2016: Wolfsland: Ewig Dein
- 2017: Wendy – Der Film
- 2017: Polizeiruf 110: Das Beste für mein Kind
- 2017: Ein Lächeln nachts um vier
- 2017: Praxis mit Meerblick – Willkommen auf Rügen, Episode 1
- 2018: Billy Kuckuck – Margot muss bleiben!
- 2019: Praxis mit Meerblick – Unter Campern, Episode 4
- 2019: Praxis mit Meerblick – Der einsame Schwimmer, Episode 5
- 2020: Tatort: Kein Mitleid, keine Gnade
- 2020: Frühling – Genieße jeden Augenblick (Regie)
- 2020: Frühling – Spuren der Vergangenheit
- 2020: Liebe verjährt nicht
- 2021: Praxis mit Meerblick – Herzklopfen, Episode 10
- 2021: Praxis mit Meerblick – Vatertag auf Rügen, Episode 11
- 2021: Praxis mit Meerblick – Hart am Wind (Regie + Kamera), Episode 12
- 2022: Solo für Weiss – Todesengel (Regie + Kamera)
- 2023: Die Frau im Meer (Fernsehzweiteiler)
- 2023: Unter anderen Umständen: Mütter und Söhne
- 2025: Unter anderen Umständen: Die einzige Zeugin

## Belege
1. ↑  https://www.gunnarfuss.de/
2. ↑  Gunnar Fuss beim BVK, abgerufen am 12. Juni 2022

| Personendaten    | Personendaten                          |
| ---------------- | -------------------------------------- |
| NAME             | Fuß, Gunnar                            |
| KURZBESCHREIBUNG | deutscher Kameramann und Filmregisseur |
| GEBURTSDATUM     | 12. April 1966                         |
| GEBURTSORT       | Darmstadt                              |